# Gabrielle Réval
Pour les articles homonymes, voir Réval et Logerot.
Gabrielle Réval est le nom de plume de Gabrielle Élise Victoire Logerot, née à Viterbe  le 20 décembre 1869 et morte à Lyon le 15 octobre 1938, romancière et essayiste française.

## Biographie

### Formation
Gabrielle Logerot est élève de l’École normale supérieure de jeunes filles de Sèvres, promotion de 1890, et lauréate de l'agrégation en 1893.

### Carrière
Gabrielle Logerot enseigne ensuite au lycée de filles à Niort.
Ayant opté pour le nom de plume Réval, elle traite dans plusieurs ses romans de la vie des filles dans les établissements scolaires et de leur place dans la société : Lycéennes (1902), La Bachelière (1910).
Elle est remarquée dès son premier livre, Les Sévriennes, publié en 1900 et dans lequel elle témoigne de son expérience à Sèvres. Elle peint, « par des tableaux successifs et par le récit d’une courte aventure, un milieu très spécial, "sélect" et très fermé ».
En 1904, alors que la question de l’éducation et l’instruction des filles prend de l’importance, elle publie L’Avenir de nos filles, ouvrage énumérant les professions féminines. Elle y souligne la précarité des autrices : « seule une femme riche peut, dans une certaine mesure, concilier ses devoirs de mère et d’écrivain ».
En novembre de la même année, elle cofonde le prix Vie heureuse qui deviendra plus tard le prix Femina. Avec vingt-et-une autres rédactrices du journal La Vie heureuse, elle souhaite constituer une contre-proposition au prix Goncourt jugé misogyne.
Après la Première Guerre mondiale, elle épouse le poète Fernand Fleuret .
De 1929 à sa mort, elle est membre du Club des Belles Perdrix, association de femmes de lettre gastronomes.
Elle est inhumée au Cap d'Ail, sur la côte d'Azur où elle séjournait régulièrement et sur laquelle elle a écrit.
Ses œuvres sont constitutives de la littérature lesbienne.

### Prix
Gabrielle Réval reçoit le Prix d'Académie de l’Académie française en 1938 pour l’ensemble de son œuvre.

## Œuvres
- Les Sévriennes, 1900 (ISBN 978-0-341-56008-1, lire en ligne).
- Un lycée de jeunes filles, professeurs-femmes, 1901.
- Lycéennes, 1902.
- L'Avenir de nos filles, 1904.
- La Cruche cassée, 1904 (lire en ligne).
- Le Ruban de Vénus, 1906.
- Les Camp-Volantes de la Riviera, 1908.
- La Bachelière, 1910 (lire en ligne).
- Le Royaume du printemps, 1913 (lire en ligne).
- La jolie fille d'Arras, 1918.
- La Bachelière en Pologne, 1920.
- L'Infante à la rose, 1920.
- Cœur-Volant, 1921.
- Le Dompteur, 1922.
- La Chaîne des dames, 1924    (Wikisource).
- La Vipère, 1925.
- Les Soirées de Nohant, 1927.
- La Tour du feu, 1927.
- Les grandes amoureuses romantiques, 1928.
- Altesse impériale, 1930.
- Une répétition chez madame Campan, 1930.
- Madame Campan, assistante de Napoléon, 1931.
- Une soirée chez la princesse Mathilde, divertissement littéraire, 1931.
- Hortense ou la Reine qui chante, 1932.
- La Côte d'Azur, 1934.

### Collaborations
- Femina, Pour bien connaître ses droits, 1913 (lire en ligne), préface.
- Méroujan Barsamian, Elle et moi, 1922, préface.
- Herminée Howyan, Images d'Orient, 1923, préface.
- Maria Croci et Gabrielle Réval, Les recettes des "Belles Perdrix", 1930 (lire en ligne).

## Distinctions
- Chevalier de l'ordre de la Légion d'honneur le 27 février 1927
- Prix d’Académie de l’Académie française en 1938